# کاپرانیکا پرنستینا
کاپرانیکا پرنستینا (به ایتالیایی: Capranica Prenestina) یک کومونه در ایتالیا است که در استان رم واقع شده‌است.

## خصوصیات
کاپرانیکا پرنستینا ۲۰٫۲ کیلومترمربع مساحت و ۳۵۱ نفر جمعیت دارد و ۹۱۵ متر بالاتر از سطح دریا واقع شده‌است.